# Веневцев, Владимир Георгиевич
Влади́мир Гео́ргиевич Вене́вцев (24 июля 1913, Реутово, Московская губерния — 25 июня 1999, Москва) — советский футболист и хоккеист, в футболе — вратарь, в хоккее — защитник, заслуженный мастер спорта.

## Карьера
Начинал свою карьеру Веневцев в родном городе, играя за команду местной фабрики. Потом перешёл в ЦДКА, дебютировал в чемпионате СССР он 11 мая 1938 года в матче против «Электрика», который завершился 1:1. В том сезоне он провёл 25 матчей и пропустил 24 гола. В следующем сезоне он провёл 4 матча и пропустил 7 голов. Также в том сезоне Владимир сыграл 4 матча в кубке СССР и пропустил 2 гола. В сезоне 1940 года Веневцев вышел на поле только в одном матче — ЦДКА — «Металлург» (Москва), который закончился со счётом 3:1.
Во всех турнирах Веневцев провёл 36 матчей и пропустил 35 голов.
Первопроходец отечественного хоккея с шайбой. Участник первого в его истории международного матча, в котором 24 февраля 1932 года в Москве ЦДКА обыграл команду германского рабочего союза «Фихте» со счётом 3:0. Все три гола в этой игре забил Веневцев. Участник первого чемпионата СССР по канадскому хоккею 1946/47 в составе ЦДКА.